# Раевский, Фёдор Николаевич
Фёдор Никола́евич Рае́вский (19 февраля 1897, д. Будановка, Курская губерния, Российская империя — 23 ноября 1989, Ленинград, РСФСР, СССР) — генерал-майор танковых войск Советской Армии, участник Первой мировой, Гражданской и Великой Отечественной войн.

## Биография
Фёдор Николаевич Раевский родился 6 (по новому стилю — 19) февраля 1897 года в деревне Будановка (ныне — Золотухинский район Курской области). В 1909 году окончил церковно-приходскую школу, после чего работал кондитером. В декабре 1915 года был мобилизован на службу в Российскую императорскую армию. В 1916 году окончил 3-ю Киевскую школу прапорщиков. В феврале 1917 года был направлен на фронт Первой мировой войны, где его и застали революционные события. Участвовал в боевых действиях против немецких войск в Прибалтике, будучи начальником команды миномётчиков, помощником командира роты, начальником сапёрной команды 21-го Финляндского стрелкового полка. Был избран членом полкового комитета. После роспуска старой армии вернулся на родину, трудился делопроизводителем.
В сентябре 1918 года Раевский поступил на службу в Рабоче-Крестьянскую Красную Армию. Участвовал в боях Гражданской войны, будучи красноармейцем 3-й отдельной артиллерийской батареи, затем 42-го артиллерийского дивизиона 2-й дивизии Южного фронта. Во время сражений под Старым Осколом получил лёгкую контузию. После окончания боевых действий продолжал службу на командных должностях в различных стрелковых частях. В 1927 году окончил курсы «Выстрел», в 1937 году — Академические курсы тактико-технического усовершенствования командного состава при Военной академии механизации и моторизации имени И. В. Сталина. В предвоенные годы служил в системе военных учебных заведений, к началу Великой Отечественной войны занимал должность заместителя начальника Киевского танко-технического училища.
В годы Великой Отечественной войны служил начальником Горьковского автомобильно-мотоциклетного училища, которое в феврале 1943 года было переименовано в Горьковское танковое. В мае—июне находился на боевой стажировке на Брянском фронте в качестве заместителя командира 2-й мотострелковой бригады. Провёл огромную работу по формированию и сколачиванию училища в полноценное учебное заведение, осуществил перевод профиля подготовки со старых моделей танков на новые — Т-34. Внёс значительный вклад в дело подготовки автобронетанковых кадров для Красной Армии.
После окончания войны продолжал службу в Советской Армии. В 1952 году окончил Высшие академические курсы при Военной академии имени К. Е. Ворошилова. В январе—декабре 1953 года возглавлял Ташкентское объединённое военное училище, с декабря 1953 года по январь 1957 года был начальником 1-го Рязанского военного автомобильного училища. С января 1957 года занимал должность начальником Центральных автомобильно-тракторных курсов усовершенствования офицерского состава. В августе 1957 года вышел в отставку. Проживал в Ленинграде. Умер 23 ноября 1989 года, похоронен на Серафимовском кладбище Санкт-Петербурга.

## Награды
- Орден Ленина (21 февраля 1945 года);
- 2 ордена Красного Знамени (3 ноября 1944 года, 15 ноября 1950 года);
- Орден Красной Звезды (25 июня 1943 года);
- Медаль «За оборону Москвы» и другие медали.